# الکساندرا الایا-کاسترو
الکساندرا اولایا-کاسترو فیزیکدان نظری کلمبیایی است و در حال حاضر استاد گروه فیزیک و نجوم در دانشگاه کالج لندن است.. وی همچنین معاون دانشکده علوم ریاضی و فیزیک است.
او به دلیل کار در زمینه فیزیک کوانتومی در مورد فرایندهای زیست مولکولی، به ویژه برای تحقیقات خود در مورد اثرات کوانتومی در فتوسنتز شناخته شده‌است. او در سال ۲۰۱۶ "به دلیل مشارکت در نظریه اثرات کوانتومی در سیستم‌های بیو مولکولی" دریافت کننده مدال ماکسول بود.

## سنین جوانی و تحصیل
اولیا-کاسترو فارغ‌التحصیل لیسانس آموزش فیزیک در فرانسیسکو دانشگاه منطقه بوگاتا شد و بعداً در سال ۲۰۰۲ کارشناسی ارشد علوم فیزیک را در دانشگاه لوس آندس کلمبیا دریافت کرد. وی سپس به انگلستان مهاجرت کرد تا دکترای فیزیک را در گروه فیزیک در دانشگاه آکسفورد به پایان برساند. و در آنجا با دریافت پایان‌نامه خود تحت نظارت نیل فریزر جانسون، با عنوان «همبستگی‌های کوانتومی در سیستم‌های چند حفره ای» دکترای فیزیک خود را بدست آورد.

## تدریس
اولایا-کاسترو دوره ۴ ساله تئوری کوانتوم پیشرفته را برای دانشجویان کالج دانشگاه کالج لندن، کالج کینگ لندن، دانشگاه کوئین مری لندن و رویال هالووی تدریس می‌کند.

## مشارکت عمومی
در سال ۲۰۱۵، او یک سخنرانی عمومی در مؤسسه رویال برگزار کرد که به عنوان پادکست در دسترس است.
تحقیقات اولیا-کاسترو در نمایشگاه علوم تابستانی انجمن سلطنتی ۲۰۱۶ به نمایش گذاشته شد.
در سال ۲۰۱۶، اولیا-کاسترو گفتگوی در تد برای حمایت از شکستن کلیشه‌های اجتماعی و اقتصادی و جنسیتی از طریق بررسی آنچه او گزینه B نامید، شرکت کرد. که سخنرانی او به زبان اسپانیایی در اینجا یافت می‌شود: El poder de la opción B para romper estereotipos.

## جوایز و افتخارات
در سال ۲۰۰۳، به خاطر کارهای برجسته توسط دانشجوی سال اول، گروه فیزیک، دانشگاه آکسفورد، جایزه یادبود آرتور ا کوک دریافت کرد.
در سال ۲۰۰۵، او موفق به دریافت یک بورس تحصیلی در کالج ترینیتی، دانشگاه آکسفورد شد.
در سال ۲۰۰۸، او برای پیگیری تحقیقات مستقل، موقعیت شغلی شورای تحقیقات مهندسی و علوم فیزیکی EPSRC را دریافت کرد.
در سال ۲۰۱۶ به او مدال و جایزه ماکسول تعلق گرفت.

## زندگی شخصی
اولایا-کاسترو مادر دو فرزند است.